# 이라크 축구 국가대표팀
이라크 축구 국가대표팀(아랍어: منتخب الْعِرَاق لِكُرَّةُ الْقَدَم)은 이라크를 대표하는 축구 국가대표팀으로 '메소포타미아의 사자들'이라는 별칭으로 알려져 있는 중동의 축구 강호로 모로코와의 1957년 팬아랍 게임 A조 조별리그 1차전에서 국제 A매치 데뷔전을 치렀으며 현재 바스라 국제경기장을 홈 구장으로 사용하고 있다.

## 개요
선수들의 개인 기량이 꽤 출중하고 잠재력이 우수한 것으로 알려져 있으나 이란-이라크 전쟁과 걸프 전쟁으로 인한 인력 유출과 경제 제재로 인해 1990년대부터 이미 축구 발전이 커다란 제약이 생겼으며 2000년대에는 이라크 전쟁의 여파로 인해 우수 인력이 대거 유출되고 인프라가 크게 파괴된 상황이다. 물론 그럼에도 불구하고 국제 대회에서 꾸준한 성적을 내고 있는 아시아의 강호 중 하나로 정세가 안정될 경우 아시아 최강의 자리에서 경쟁할 수 있을 것으로 기대되는 팀이다.

## 국제 대회 경력

### FIFA 월드컵
월드컵 본선에는 1986년 대회에 유일하게 출전했지만 파라과이, 벨기에 그리고 개최국 멕시코에게 차례대로 패하면서 3전 전패·B조 최하위로 조별리그에서 탈락했고 이후의 월드컵 본선 기록은 전무하다. 그래도 1994년 FIFA 월드컵 아시아 지역 예선 13경기에서 7승 4무 2패의 높은 승률을 기록했고 특히 일본과의 최종 예선 마지막 경기에서 1-2로 끌려가던 후반 막판 경기 종료 20초를 남겨두고 자파르 움란이 극적인 동점골을 터뜨리면서 일본의 첫 월드컵 본선 진출을 좌절시킨 동시에 대한민국의 3회 연속이자 통산 4번째 월드컵 본선 진출을 도왔다.

### AFC 아시안컵
아시안컵 본선에는 9번 출전하여 2007년 대회에서 사상 첫 메이저 대회 우승 트로피를 품에 안았고 1976년과 2015년 대회에서는 모두 준결승에 이름을 올리는 등 조별리그에서 탈락했던 1972년 대회를 제외한 8번의 대회에서 모두 16강 혹은 8강 이상의 성적을 거두었다.

### FIFA 컨페더레이션스컵
2007년 아시안컵 우승팀 자격으로 남아프리카공화국에서 열린 2009년 대회에 출전했지만 2무 1패·A조 3위로 조별리그에서 탈락했다. 다만 개최국 남아프리카 공화국, UEFA 유로 2008 우승국 스페인, 2008년 OFC 네이션스컵 챔피언 뉴질랜드를 상대로 조별리그 3경기에서 단 1점 밖에 내주지 않는 탄탄한 수비력과 조직력을 선보였다.

### 하계 올림픽
성인대표팀 시절에는 3번 출전하여 1980년 대회에서 8강에 이름을 올렸고 U-23 대표팀으로는 2004년과 2016년 대회에 출전하여 이 중 2004년 대회에서 쟁쟁한 강호들을 제치고 1956년 인도, 1964년 일본에 이어 올림픽 축구 준결승에 오른 역대 3번째 아시아팀이 되었다.

### 아시안 게임
성인대표팀 시절에는 4번 참가하여 1982년 대회에서 금메달을 목에 걸었고 1978년 대회에서는 준결승에 이름을 올렸으며 나머지 2번의 대회에서는 8강에 올랐다. 그리고 U-23 대표팀으로는 2번 출전하여 2006년 대회에서는 은메달을 획득했고 2014년 대회에서는 동메달을 목에 걸었다.

## 기타 국제 대회 경력
FIFA 아랍컵에는 5번 출전하여 4번의 대회에서 우승을 차지했고 2012년 대회에서는 3위를 차지했으며 서아시아 축구 선수권 대회에는 7번 출전하여 2002년 대회에서 우승을 차지했고 3번의 대회(2007년, 2012년, 2019년)에서 준우승을 차지했다. 그리고 걸프컵에는 12번 출전하여 3번의 우승과 2번의 준우승을 차지했고 팬아랍 게임 축구에는 2번 출전하여 1985년 대회에서 금메달을 획득했다.

## 국제대회 기록

### FIFA 월드컵
| FIFA 월드컵 본선 기록 | FIFA 월드컵 본선 기록        | FIFA 월드컵 본선 기록        | FIFA 월드컵 본선 기록        | FIFA 월드컵 본선 기록        | FIFA 월드컵 본선 기록        | FIFA 월드컵 본선 기록        | FIFA 월드컵 본선 기록        | FIFA 월드컵 본선 기록        | FIFA 월드컵 본선 기록        | FIFA 월드컵 예선 기록                     | FIFA 월드컵 예선 기록                     | FIFA 월드컵 예선 기록                     | FIFA 월드컵 예선 기록                     | FIFA 월드컵 예선 기록                     | FIFA 월드컵 예선 기록                     | FIFA 월드컵 예선 기록                     |
| 년도                  | 결과                         | 순위                         | 경기                         | 승                           | 무*                          | 패                           | 득점                         | 실점                         | 승점                         | 경기                                      | 승                                        | 무*                                       | 패                                        | 득점                                      | 실점                                      | 승점                                      |
| --------------------- | ---------------------------- | ---------------------------- | ---------------------------- | ---------------------------- | ---------------------------- | ---------------------------- | ---------------------------- | ---------------------------- | ---------------------------- | ----------------------------------------- | ----------------------------------------- | ----------------------------------------- | ----------------------------------------- | ----------------------------------------- | ----------------------------------------- | ----------------------------------------- |
| 1930년                | 비회원국                     | 비회원국                     | 비회원국                     | 비회원국                     | 비회원국                     | 비회원국                     | 비회원국                     | 비회원국                     | 비회원국                     | 비회원국                                  | 비회원국                                  | 비회원국                                  | 비회원국                                  | 비회원국                                  | 비회원국                                  | 비회원국                                  |
| 1934년                | 비회원국                     | 비회원국                     | 비회원국                     | 비회원국                     | 비회원국                     | 비회원국                     | 비회원국                     | 비회원국                     | 비회원국                     | 비회원국                                  | 비회원국                                  | 비회원국                                  | 비회원국                                  | 비회원국                                  | 비회원국                                  | 비회원국                                  |
| 1938년                | 비회원국                     | 비회원국                     | 비회원국                     | 비회원국                     | 비회원국                     | 비회원국                     | 비회원국                     | 비회원국                     | 비회원국                     | 비회원국                                  | 비회원국                                  | 비회원국                                  | 비회원국                                  | 비회원국                                  | 비회원국                                  | 비회원국                                  |
| 1950년                | 비회원국                     | 비회원국                     | 비회원국                     | 비회원국                     | 비회원국                     | 비회원국                     | 비회원국                     | 비회원국                     | 비회원국                     | 비회원국                                  | 비회원국                                  | 비회원국                                  | 비회원국                                  | 비회원국                                  | 비회원국                                  | 비회원국                                  |
| 1954년                | 불참                         | 불참                         | 불참                         | 불참                         | 불참                         | 불참                         | 불참                         | 불참                         | 불참                         | 불참                                      | 불참                                      | 불참                                      | 불참                                      | 불참                                      | 불참                                      | 불참                                      |
| 1958년                | 불참                         | 불참                         | 불참                         | 불참                         | 불참                         | 불참                         | 불참                         | 불참                         | 불참                         | 불참                                      | 불참                                      | 불참                                      | 불참                                      | 불참                                      | 불참                                      | 불참                                      |
| 1962년                | 불참                         | 불참                         | 불참                         | 불참                         | 불참                         | 불참                         | 불참                         | 불참                         | 불참                         | 불참                                      | 불참                                      | 불참                                      | 불참                                      | 불참                                      | 불참                                      | 불참                                      |
| 1966년                | 불참                         | 불참                         | 불참                         | 불참                         | 불참                         | 불참                         | 불참                         | 불참                         | 불참                         | 불참                                      | 불참                                      | 불참                                      | 불참                                      | 불참                                      | 불참                                      | 불참                                      |
| 1970년                | 불참                         | 불참                         | 불참                         | 불참                         | 불참                         | 불참                         | 불참                         | 불참                         | 불참                         | 불참                                      | 불참                                      | 불참                                      | 불참                                      | 불참                                      | 불참                                      | 불참                                      |
| 1974년                | 예선 탈락                    | 예선 탈락                    | 예선 탈락                    | 예선 탈락                    | 예선 탈락                    | 예선 탈락                    | 예선 탈락                    | 예선 탈락                    | 예선 탈락                    | 6                                         | 3                                         | 2                                         | 1                                         | 11                                        | 6                                         | 11                                        |
| 1978년                | 기권                         | 기권                         | 기권                         | 기권                         | 기권                         | 기권                         | 기권                         | 기권                         | 기권                         | 기권                                      | 기권                                      | 기권                                      | 기권                                      | 기권                                      | 기권                                      | 기권                                      |
| 1982년                | 예선 탈락                    | 예선 탈락                    | 예선 탈락                    | 예선 탈락                    | 예선 탈락                    | 예선 탈락                    | 예선 탈락                    | 예선 탈락                    | 예선 탈락                    | 4                                         | 3                                         | 0                                         | 1                                         | 5                                         | 2                                         | 9                                         |
| 1986년                | 조별리그                     | 23위                         | 3                            | 0                            | 0                            | 3                            | 1                            | 4                            | 0                            | 8                                         | 5                                         | 1                                         | 2                                         | 14                                        | 11                                        | 16                                        |
| 1990년                | 예선 탈락                    | 예선 탈락                    | 예선 탈락                    | 예선 탈락                    | 예선 탈락                    | 예선 탈락                    | 예선 탈락                    | 예선 탈락                    | 예선 탈락                    | 6                                         | 3                                         | 2                                         | 1                                         | 11                                        | 5                                         | 11                                        |
| 1994년                | 예선 탈락                    | 예선 탈락                    | 예선 탈락                    | 예선 탈락                    | 예선 탈락                    | 예선 탈락                    | 예선 탈락                    | 예선 탈락                    | 예선 탈락                    | 13                                        | 7                                         | 4                                         | 2                                         | 37                                        | 13                                        | 25                                        |
| 1998년                | 예선 탈락                    | 예선 탈락                    | 예선 탈락                    | 예선 탈락                    | 예선 탈락                    | 예선 탈락                    | 예선 탈락                    | 예선 탈락                    | 예선 탈락                    | 4                                         | 2                                         | 0                                         | 2                                         | 14                                        | 8                                         | 6                                         |
| 2002년                | 예선 탈락                    | 예선 탈락                    | 예선 탈락                    | 예선 탈락                    | 예선 탈락                    | 예선 탈락                    | 예선 탈락                    | 예선 탈락                    | 예선 탈락                    | 14                                        | 6                                         | 3                                         | 5                                         | 37                                        | 15                                        | 21                                        |
| 2006년                | 예선 탈락                    | 예선 탈락                    | 예선 탈락                    | 예선 탈락                    | 예선 탈락                    | 예선 탈락                    | 예선 탈락                    | 예선 탈락                    | 예선 탈락                    | 6                                         | 3                                         | 2                                         | 1                                         | 17                                        | 7                                         | 11                                        |
| 2010년                | 예선 탈락                    | 예선 탈락                    | 예선 탈락                    | 예선 탈락                    | 예선 탈락                    | 예선 탈락                    | 예선 탈락                    | 예선 탈락                    | 예선 탈락                    | 8                                         | 3                                         | 2                                         | 3                                         | 11                                        | 6                                         | 11                                        |
| 2014년                | 예선 탈락                    | 예선 탈락                    | 예선 탈락                    | 예선 탈락                    | 예선 탈락                    | 예선 탈락                    | 예선 탈락                    | 예선 탈락                    | 예선 탈락                    | 16                                        | 7                                         | 3                                         | 6                                         | 20                                        | 12                                        | 24                                        |
| 2018년                | 예선 탈락                    | 예선 탈락                    | 예선 탈락                    | 예선 탈락                    | 예선 탈락                    | 예선 탈락                    | 예선 탈락                    | 예선 탈락                    | 예선 탈락                    | 16                                        | 6                                         | 5                                         | 5                                         | 24                                        | 18                                        | 23                                        |
| 2022년                | 예선 탈락                    | 예선 탈락                    | 예선 탈락                    | 예선 탈락                    | 예선 탈락                    | 예선 탈락                    | 예선 탈락                    | 예선 탈락                    | 예선 탈락                    | 18                                        | 6                                         | 8                                         | 4                                         | 20                                        | 16                                        | 26                                        |
| 2026년                | 미정                         | 미정                         | 미정                         | 미정                         | 미정                         | 미정                         | 미정                         | 미정                         | 미정                         | 진행중                                    | 진행중                                    | 진행중                                    | 진행중                                    | 진행중                                    | 진행중                                    | 진행중                                    |
| 2030년                | 미정                         | 미정                         | 미정                         | 미정                         | 미정                         | 미정                         | 미정                         | 미정                         | 미정                         | 미정                                      | 미정                                      | 미정                                      | 미정                                      | 미정                                      | 미정                                      | 미정                                      |
| 2034년                | 미정                         | 미정                         | 미정                         | 미정                         | 미정                         | 미정                         | 미정                         | 미정                         | 미정                         | 미정                                      | 미정                                      | 미정                                      | 미정                                      | 미정                                      | 미정                                      | 미정                                      |
| 합계                  | 1회 진출(1/21)               | 조별리그(1회)                | 3                            | 0                            | 0                            | 3                            | 1                            | 4                            | 0                            | 119                                       | 54                                        | 32                                        | 33                                        | 221                                       | 119                                       | 194                                       |
| 순위                  | FIFA 월드컵 역대 순위 : 70위 | FIFA 월드컵 역대 순위 : 70위 | FIFA 월드컵 역대 순위 : 70위 | FIFA 월드컵 역대 순위 : 70위 | FIFA 월드컵 역대 순위 : 70위 | FIFA 월드컵 역대 순위 : 70위 | FIFA 월드컵 역대 순위 : 70위 | FIFA 월드컵 역대 순위 : 70위 | FIFA 월드컵 역대 순위 : 70위 | 월드컵 예선 승점 순위 : 51위 (아시아 8위) | 월드컵 예선 승점 순위 : 51위 (아시아 8위) | 월드컵 예선 승점 순위 : 51위 (아시아 8위) | 월드컵 예선 승점 순위 : 51위 (아시아 8위) | 월드컵 예선 승점 순위 : 51위 (아시아 8위) | 월드컵 예선 승점 순위 : 51위 (아시아 8위) | 월드컵 예선 승점 순위 : 51위 (아시아 8위) |

### FIFA 컨페더레이션스컵
| FIFA 컨페더레이션스컵 기록 | FIFA 컨페더레이션스컵 기록            | FIFA 컨페더레이션스컵 기록            | FIFA 컨페더레이션스컵 기록            | FIFA 컨페더레이션스컵 기록            | FIFA 컨페더레이션스컵 기록            | FIFA 컨페더레이션스컵 기록            | FIFA 컨페더레이션스컵 기록            | FIFA 컨페더레이션스컵 기록            | FIFA 컨페더레이션스컵 기록            |
| -------------------------- | ------------------------------------- | ------------------------------------- | ------------------------------------- | ------------------------------------- | ------------------------------------- | ------------------------------------- | ------------------------------------- | ------------------------------------- | ------------------------------------- |
| 년도                       | 결과                                  | 순위                                  | 경기                                  | 승                                    | 무*                                   | 패                                    | 득점                                  | 실점                                  | 승점                                  |
| 1992년                     | 진출 실패                             | 진출 실패                             | 진출 실패                             | 진출 실패                             | 진출 실패                             | 진출 실패                             | 진출 실패                             | 진출 실패                             | 진출 실패                             |
| 1995년                     | 진출 실패                             | 진출 실패                             | 진출 실패                             | 진출 실패                             | 진출 실패                             | 진출 실패                             | 진출 실패                             | 진출 실패                             | 진출 실패                             |
| 1997년                     | 진출 실패                             | 진출 실패                             | 진출 실패                             | 진출 실패                             | 진출 실패                             | 진출 실패                             | 진출 실패                             | 진출 실패                             | 진출 실패                             |
| 1999년                     | 진출 실패                             | 진출 실패                             | 진출 실패                             | 진출 실패                             | 진출 실패                             | 진출 실패                             | 진출 실패                             | 진출 실패                             | 진출 실패                             |
| 2001년                     | 진출 실패                             | 진출 실패                             | 진출 실패                             | 진출 실패                             | 진출 실패                             | 진출 실패                             | 진출 실패                             | 진출 실패                             | 진출 실패                             |
| 2003년                     | 진출 실패                             | 진출 실패                             | 진출 실패                             | 진출 실패                             | 진출 실패                             | 진출 실패                             | 진출 실패                             | 진출 실패                             | 진출 실패                             |
| 2005년                     | 진출 실패                             | 진출 실패                             | 진출 실패                             | 진출 실패                             | 진출 실패                             | 진출 실패                             | 진출 실패                             | 진출 실패                             | 진출 실패                             |
| 2009년                     | 조별리그                              | 6위                                   | 3                                     | 0                                     | 2                                     | 1                                     | 0                                     | 1                                     | 2                                     |
| 2013년                     | 진출 실패                             | 진출 실패                             | 진출 실패                             | 진출 실패                             | 진출 실패                             | 진출 실패                             | 진출 실패                             | 진출 실패                             | 진출 실패                             |
| 2017년                     | 진출 실패                             | 진출 실패                             | 진출 실패                             | 진출 실패                             | 진출 실패                             | 진출 실패                             | 진출 실패                             | 진출 실패                             | 진출 실패                             |
| 합계                       | 1회 진출(1/10)                        | 조별리그(1회)                         | 3                                     | 0                                     | 2                                     | 1                                     | 0                                     | 1                                     | 2                                     |
| 순위                       | FIFA 컨페더레이션스컵 역대 순위: 28위 | FIFA 컨페더레이션스컵 역대 순위: 28위 | FIFA 컨페더레이션스컵 역대 순위: 28위 | FIFA 컨페더레이션스컵 역대 순위: 28위 | FIFA 컨페더레이션스컵 역대 순위: 28위 | FIFA 컨페더레이션스컵 역대 순위: 28위 | FIFA 컨페더레이션스컵 역대 순위: 28위 | FIFA 컨페더레이션스컵 역대 순위: 28위 | FIFA 컨페더레이션스컵 역대 순위: 28위 |

### 하계 올림픽
| 올림픽 축구 기록 | 올림픽 축구 기록 | 올림픽 축구 기록 | 올림픽 축구 기록 | 올림픽 축구 기록 | 올림픽 축구 기록 | 올림픽 축구 기록 | 올림픽 축구 기록 | 올림픽 축구 기록 | 올림픽 축구 기록 |
| 년도             | 결과             | 순위             | 경기             | 승               | 무*              | 패               | 득점             | 실점             | 승점             |
| ---------------- | ---------------- | ---------------- | ---------------- | ---------------- | ---------------- | ---------------- | ---------------- | ---------------- | ---------------- |
| 1900년           | 독립 이전        | 독립 이전        | 독립 이전        | 독립 이전        | 독립 이전        | 독립 이전        | 독립 이전        | 독립 이전        | 독립 이전        |
| 1904년           | 독립 이전        | 독립 이전        | 독립 이전        | 독립 이전        | 독립 이전        | 독립 이전        | 독립 이전        | 독립 이전        | 독립 이전        |
| 1908년           | 독립 이전        | 독립 이전        | 독립 이전        | 독립 이전        | 독립 이전        | 독립 이전        | 독립 이전        | 독립 이전        | 독립 이전        |
| 1912년           | 독립 이전        | 독립 이전        | 독립 이전        | 독립 이전        | 독립 이전        | 독립 이전        | 독립 이전        | 독립 이전        | 독립 이전        |
| 1920년           | 독립 이전        | 독립 이전        | 독립 이전        | 독립 이전        | 독립 이전        | 독립 이전        | 독립 이전        | 독립 이전        | 독립 이전        |
| 1924년           | 독립 이전        | 독립 이전        | 독립 이전        | 독립 이전        | 독립 이전        | 독립 이전        | 독립 이전        | 독립 이전        | 독립 이전        |
| 1928년           | 독립 이전        | 독립 이전        | 독립 이전        | 독립 이전        | 독립 이전        | 독립 이전        | 독립 이전        | 독립 이전        | 독립 이전        |
| 1936년           | 불참             | 불참             | 불참             | 불참             | 불참             | 불참             | 불참             | 불참             | 불참             |
| 1948년           | 불참             | 불참             | 불참             | 불참             | 불참             | 불참             | 불참             | 불참             | 불참             |
| 1952년           | 불참             | 불참             | 불참             | 불참             | 불참             | 불참             | 불참             | 불참             | 불참             |
| 1956년           | 불참             | 불참             | 불참             | 불참             | 불참             | 불참             | 불참             | 불참             | 불참             |
| 1960년           | 진출 실패        | 진출 실패        | 진출 실패        | 진출 실패        | 진출 실패        | 진출 실패        | 진출 실패        | 진출 실패        | 진출 실패        |
| 1964년           | 진출 실패        | 진출 실패        | 진출 실패        | 진출 실패        | 진출 실패        | 진출 실패        | 진출 실패        | 진출 실패        | 진출 실패        |
| 1968년           | 진출 실패        | 진출 실패        | 진출 실패        | 진출 실패        | 진출 실패        | 진출 실패        | 진출 실패        | 진출 실패        | 진출 실패        |
| 1972년           | 진출 실패        | 진출 실패        | 진출 실패        | 진출 실패        | 진출 실패        | 진출 실패        | 진출 실패        | 진출 실패        | 진출 실패        |
| 1976년           | 진출 실패        | 진출 실패        | 진출 실패        | 진출 실패        | 진출 실패        | 진출 실패        | 진출 실패        | 진출 실패        | 진출 실패        |
| 1980년           | 8강              | 6위              | 4                | 1                | 2                | 1                | 4                | 5                | 5                |
| 1984년           | 조별리그         | 14위             | 3                | 0                | 1                | 2                | 3                | 6                | 1                |
| 1988년           | 조별리그         | 9위              | 3                | 1                | 1                | 1                | 5                | 4                | 4                |
| 합계             | 5회 진출(5/19)   | 4위(1회)         | 19               | 5                | 7                | 7                | 22               | 24               | 22               |

## 지역대회 기록

### AFC 아시안컵
| AFC 아시안컵 본선 기록 | AFC 아시안컵 본선 기록       | AFC 아시안컵 본선 기록       | AFC 아시안컵 본선 기록       | AFC 아시안컵 본선 기록       | AFC 아시안컵 본선 기록       | AFC 아시안컵 본선 기록       | AFC 아시안컵 본선 기록       | AFC 아시안컵 본선 기록       | AFC 아시안컵 본선 기록       | AFC 아시안컵 예선 기록       | AFC 아시안컵 예선 기록       | AFC 아시안컵 예선 기록       | AFC 아시안컵 예선 기록       | AFC 아시안컵 예선 기록       | AFC 아시안컵 예선 기록       | AFC 아시안컵 예선 기록       |
| 년도                   | 결과                         | 순위                         | 경기                         | 승                           | 무*                          | 패                           | 득점                         | 실점                         | 승점                         | 경기                         | 승                           | 무*                          | 패                           | 득점                         | 실점                         | 승점                         |
| ---------------------- | ---------------------------- | ---------------------------- | ---------------------------- | ---------------------------- | ---------------------------- | ---------------------------- | ---------------------------- | ---------------------------- | ---------------------------- | ---------------------------- | ---------------------------- | ---------------------------- | ---------------------------- | ---------------------------- | ---------------------------- | ---------------------------- |
| 1956년                 | 비회원국                     | 비회원국                     | 비회원국                     | 비회원국                     | 비회원국                     | 비회원국                     | 비회원국                     | 비회원국                     | 비회원국                     | 비회원국                     | 비회원국                     | 비회원국                     | 비회원국                     | 비회원국                     | 비회원국                     | 비회원국                     |
| 1960년                 | 비회원국                     | 비회원국                     | 비회원국                     | 비회원국                     | 비회원국                     | 비회원국                     | 비회원국                     | 비회원국                     | 비회원국                     | 비회원국                     | 비회원국                     | 비회원국                     | 비회원국                     | 비회원국                     | 비회원국                     | 비회원국                     |
| 1964년                 | 비회원국                     | 비회원국                     | 비회원국                     | 비회원국                     | 비회원국                     | 비회원국                     | 비회원국                     | 비회원국                     | 비회원국                     | 비회원국                     | 비회원국                     | 비회원국                     | 비회원국                     | 비회원국                     | 비회원국                     | 비회원국                     |
| 1968년                 | 비회원국                     | 비회원국                     | 비회원국                     | 비회원국                     | 비회원국                     | 비회원국                     | 비회원국                     | 비회원국                     | 비회원국                     | 비회원국                     | 비회원국                     | 비회원국                     | 비회원국                     | 비회원국                     | 비회원국                     | 비회원국                     |
| 1972년                 | 조별리그                     | 6위                          | 3                            | 0                            | 2                            | 1                            | 1                            | 4                            | 2                            | 6                            | 5                            | 1                            | 0                            | 14                           | 2                            | 16                           |
| 1976년                 | 준결승                       | 4위                          | 4                            | 1                            | 0                            | 3                            | 3                            | 6                            | 3                            | 6                            | 5                            | 1                            | 0                            | 14                           | 3                            | 16                           |
| 1980년                 | 기권                         | 기권                         | 기권                         | 기권                         | 기권                         | 기권                         | 기권                         | 기권                         | 기권                         | 기권                         | 기권                         | 기권                         | 기권                         | 기권                         | 기권                         | 기권                         |
| 1984년                 | 기권                         | 기권                         | 기권                         | 기권                         | 기권                         | 기권                         | 기권                         | 기권                         | 기권                         | 기권                         | 기권                         | 기권                         | 기권                         | 기권                         | 기권                         | 기권                         |
| 1988년                 | 기권                         | 기권                         | 기권                         | 기권                         | 기권                         | 기권                         | 기권                         | 기권                         | 기권                         | 기권                         | 기권                         | 기권                         | 기권                         | 기권                         | 기권                         | 기권                         |
| 1992년                 | 기권                         | 기권                         | 기권                         | 기권                         | 기권                         | 기권                         | 기권                         | 기권                         | 기권                         | 기권                         | 기권                         | 기권                         | 기권                         | 기권                         | 기권                         | 기권                         |
| 1996년                 | 8강                          | 6위                          | 4                            | 2                            | 0                            | 2                            | 6                            | 4                            | 6                            | 2                            | 2                            | 0                            | 0                            | 4                            | 0                            | 6                            |
| 2000년                 | 8강                          | 7위                          | 4                            | 1                            | 1                            | 2                            | 5                            | 7                            | 4                            | 3                            | 3                            | 0                            | 0                            | 9                            | 2                            | 9                            |
| 2004년                 | 8강                          | 8위                          | 4                            | 2                            | 0                            | 2                            | 5                            | 7                            | 6                            | 6                            | 4                            | 1                            | 1                            | 16                           | 4                            | 13                           |
| 2007년                 | 우승                         | 1위                          | 6                            | 3                            | 3                            | 0                            | 7                            | 2                            | 12                           | 6                            | 3                            | 2                            | 1                            | 12                           | 8                            | 11                           |
| 2011년                 | 8강                          | 8위                          | 4                            | 2                            | 0                            | 2                            | 3                            | 3                            | 6                            | 자동참가(전 대회 우승)       | 자동참가(전 대회 우승)       | 자동참가(전 대회 우승)       | 자동참가(전 대회 우승)       | 자동참가(전 대회 우승)       | 자동참가(전 대회 우승)       | 자동참가(전 대회 우승)       |
| 2015년                 | 준결승                       | 4위                          | 6                            | 2                            | 1                            | 3                            | 8                            | 9                            | 7                            | 6                            | 3                            | 0                            | 3                            | 7                            | 6                            | 9                            |
| 2019년                 | 16강                         | 11위                         | 4                            | 2                            | 1                            | 1                            | 6                            | 3                            | 7                            | 6                            | 3                            | 3                            | 0                            | 13                           | 6                            | 12                           |
| 2023년                 | 16강                         | 9위                          | 4                            | 3                            | 0                            | 1                            | 10                           | 7                            | 9                            | 8                            | 5                            | 2                            | 1                            | 14                           | 4                            | 17                           |
| 2027년                 | 본선 진출                    | 본선 진출                    | 본선 진출                    | 본선 진출                    | 본선 진출                    | 본선 진출                    | 본선 진출                    | 본선 진출                    | 본선 진출                    | 5                            | 5                            | 0                            | 0                            | 14                           | 1                            | 15                           |
| 합계                   | 11회 진출(11/19)             | 우승(1회)                    | 43                           | 18                           | 8                            | 17                           | 54                           | 52                           | 62                           | 50                           | 34                           | 10                           | 6                            | 105                          | 35                           | 112                          |
| 순위                   | AFC 아시안컵 역대 순위 : 7위 | AFC 아시안컵 역대 순위 : 7위 | AFC 아시안컵 역대 순위 : 7위 | AFC 아시안컵 역대 순위 : 7위 | AFC 아시안컵 역대 순위 : 7위 | AFC 아시안컵 역대 순위 : 7위 | AFC 아시안컵 역대 순위 : 7위 | AFC 아시안컵 역대 순위 : 7위 | AFC 아시안컵 역대 순위 : 7위 | AFC 아시안컵 역대 순위 : 7위 | AFC 아시안컵 역대 순위 : 7위 | AFC 아시안컵 역대 순위 : 7위 | AFC 아시안컵 역대 순위 : 7위 | AFC 아시안컵 역대 순위 : 7위 | AFC 아시안컵 역대 순위 : 7위 | AFC 아시안컵 역대 순위 : 7위 |

### 아시안 게임
| 아시안 게임 기록 | 아시안 게임 기록 | 아시안 게임 기록 | 아시안 게임 기록 | 아시안 게임 기록 | 아시안 게임 기록 | 아시안 게임 기록 | 아시안 게임 기록 | 아시안 게임 기록 | 아시안 게임 기록 |
| ---------------- | ---------------- | ---------------- | ---------------- | ---------------- | ---------------- | ---------------- | ---------------- | ---------------- | ---------------- |
| 년도             | 결과             | 순위             | 경기             | 승               | 무*              | 패               | 득점             | 실점             | 승점             |
| 1951년           | 불참             | 불참             | 불참             | 불참             | 불참             | 불참             | 불참             | 불참             | 불참             |
| 1954년           | 불참             | 불참             | 불참             | 불참             | 불참             | 불참             | 불참             | 불참             | 불참             |
| 1958년           | 불참             | 불참             | 불참             | 불참             | 불참             | 불참             | 불참             | 불참             | 불참             |
| 1962년           | 불참             | 불참             | 불참             | 불참             | 불참             | 불참             | 불참             | 불참             | 불참             |
| 1966년           | 불참             | 불참             | 불참             | 불참             | 불참             | 불참             | 불참             | 불참             | 불참             |
| 1970년           | 불참             | 불참             | 불참             | 불참             | 불참             | 불참             | 불참             | 불참             | 불참             |
| 1974년           | 8강              | 5위              | 6                | 3                | 2                | 1                | 6                | 2                | 11               |
| 1978년           | 준결승           | 4위              | 7                | 4                | 1                | 2                | 11               | 4                | 13               |
| 1982년           | 금메달           | 우승             | 6                | 5                | 0                | 1                | 11               | 2                | 15               |
| 1986년           | 8강              | 7위              | 5                | 3                | 1                | 1                | 13               | 5                | 10               |
| 1990년           | 출전 금지        | 출전 금지        | 출전 금지        | 출전 금지        | 출전 금지        | 출전 금지        | 출전 금지        | 출전 금지        | 출전 금지        |
| 1994년           | 출전 금지        | 출전 금지        | 출전 금지        | 출전 금지        | 출전 금지        | 출전 금지        | 출전 금지        | 출전 금지        | 출전 금지        |
| 1998년           | 출전 금지        | 출전 금지        | 출전 금지        | 출전 금지        | 출전 금지        | 출전 금지        | 출전 금지        | 출전 금지        | 출전 금지        |
| 합계             | 6회 출전(6/17)   | 우승(1회)        | 40               | 27               | 5                | 8                | 76               | 20               | 86               |

### UAFA걸프컵
| 걸프컵 기록 | 걸프컵 기록      | 걸프컵 기록    | 걸프컵 기록 | 걸프컵 기록 | 걸프컵 기록 | 걸프컵 기록 | 걸프컵 기록 | 걸프컵 기록 | 걸프컵 기록 |
| 년도        | 결과             | 순위           | 경기        | 승          | 무*         | 패          | 득점        | 실점        | 승점        |
| ----------- | ---------------- | -------------- | ----------- | ----------- | ----------- | ----------- | ----------- | ----------- | ----------- |
| 1970년      | 불참             | 불참           | 불참        | 불참        | 불참        | 불참        | 불참        | 불참        | 불참        |
| 1972년      | 불참             | 불참           | 불참        | 불참        | 불참        | 불참        | 불참        | 불참        | 불참        |
| 1974년      | 불참             | 불참           | 불참        | 불참        | 불참        | 불참        | 불참        | 불참        | 불참        |
| 1976년      | 결선리그         | 준우승         | 7           | 4           | 2           | 1           | 23          | 8           | 14          |
| 1979년      | 결선리그         | 우승           | 6           | 6           | 0           | 0           | 23          | 1           | 18          |
| 1982년      | 기권             | 대회 도중 기권 | 4           | 3           | 1           | 0           | 8           | 2           | 10          |
| 1984년      | 결선리그         | 우승           | 7           | 4           | 2           | 1           | 12          | 5           | 14          |
| 1986년      | 결선리그         | 6위            | 6           | 1           | 3           | 2           | 8           | 9           | 6           |
| 1988년      | 결선리그         | 우승           | 6           | 4           | 2           | 0           | 8           | 1           | 14          |
| 1990년      | 기권             | 대회 도중 기권 | 3           | 1           | 2           | 0           | 4           | 3           | 5           |
| 1992년      | 출전 금지        | 출전 금지      | 출전 금지   | 출전 금지   | 출전 금지   | 출전 금지   | 출전 금지   | 출전 금지   | 출전 금지   |
| 1994년      | 출전 금지        | 출전 금지      | 출전 금지   | 출전 금지   | 출전 금지   | 출전 금지   | 출전 금지   | 출전 금지   | 출전 금지   |
| 1996년      | 출전 금지        | 출전 금지      | 출전 금지   | 출전 금지   | 출전 금지   | 출전 금지   | 출전 금지   | 출전 금지   | 출전 금지   |
| 1998년      | 출전 금지        | 출전 금지      | 출전 금지   | 출전 금지   | 출전 금지   | 출전 금지   | 출전 금지   | 출전 금지   | 출전 금지   |
| 2002년      | 출전 금지        | 출전 금지      | 출전 금지   | 출전 금지   | 출전 금지   | 출전 금지   | 출전 금지   | 출전 금지   | 출전 금지   |
| 2003년      | 출전 금지        | 출전 금지      | 출전 금지   | 출전 금지   | 출전 금지   | 출전 금지   | 출전 금지   | 출전 금지   | 출전 금지   |
| 2004년      | 예선탈락         | 7위            | 3           | 0           | 2           | 1           | 5           | 7           | 2           |
| 2007년      | 예선탈락         | 5위            | 3           | 1           | 1           | 1           | 2           | 2           | 4           |
| 2009년      | 예선탈락         | 7위            | 3           | 0           | 1           | 2           | 2           | 8           | 1           |
| 2010년      | 준결승           | 3위            | 4           | 1           | 3           | 0           | 5           | 4           | 6           |
| 2013년      | 준우승           | 2위            | 5           | 3           | 1           | 1           | 7           | 3           | 10          |
| 2014년      | 예선탈락         | 8위            | 3           | 0           | 1           | 2           | 1           | 4           | 1           |
| 2017년      | 본선 진출        | 본선 진출      | 본선 진출   | 본선 진출   | 본선 진출   | 본선 진출   | 본선 진출   | 본선 진출   | 본선 진출   |
| 합계        | 12회 출전(12/23) | 우승(3회)      | 60          | 28          | 21          | 11          | 108         | 57          | 105         |

### WAFF서아시아 축구 선수권 대회
| 서아시안컵 기록 | 서아시안컵 기록 | 서아시안컵 기록 | 서아시안컵 기록 | 서아시안컵 기록 | 서아시안컵 기록 | 서아시안컵 기록 | 서아시안컵 기록 | 서아시안컵 기록 | 서아시안컵 기록 |
| --------------- | --------------- | --------------- | --------------- | --------------- | --------------- | --------------- | --------------- | --------------- | --------------- |
| 년도            | 결과            | 순위            | 경기            | 승              | 무*             | 패              | 득점            | 실점            | 승점            |
| 2000년          | 준결승          | 3위             | 5               | 3               | 2               | 0               | 10              | 2               | 11              |
| 2002년          | 우승            | 1위             | 4               | 3               | 1               | 0               | 6               | 2               | 10              |
| 2004년          | 준결승          | 4위             | 4               | 1               | 0               | 3               | 4               | 8               | 3               |
| 2007년          | 준우승          | 2위             | 4               | 2               | 1               | 1               | 5               | 2               | 7               |
| 2008년          | 기권            | 기권            | 기권            | 기권            | 기권            | 기권            | 기권            | 기권            | 기권            |
| 2010년          | 준결승          | 3위             | 3               | 2               | 0               | 1               | 6               | 3               | 6               |
| 2012년          | 준우승          | 2위             | 4               | 2               | 1               | 1               | 4               | 2               | 7               |
| 2014년          | 예선탈락        | 5위             | 2               | 0               | 2               | 0               | 0               | 0               | 2               |
| 2017년          | 본선 진출       | 본선 진출       | 본선 진출       | 본선 진출       | 본선 진출       | 본선 진출       | 본선 진출       | 본선 진출       | 본선 진출       |
| 합계            | 8회 출전(8/9)   | 우승(1회)       | 26              | 13              | 7               | 6               | 35              | 19              | 46              |

### UAFA아랍 네이션스컵
| 아랍 네이션스컵 기록 | 아랍 네이션스컵 기록 | 아랍 네이션스컵 기록 | 아랍 네이션스컵 기록 | 아랍 네이션스컵 기록 | 아랍 네이션스컵 기록 | 아랍 네이션스컵 기록 | 아랍 네이션스컵 기록 | 아랍 네이션스컵 기록 | 아랍 네이션스컵 기록 |
| 년도                 | 결과                 | 순위                 | 경기                 | 승                   | 무*                  | 패                   | 득점                 | 실점                 | 승점                 |
| -------------------- | -------------------- | -------------------- | -------------------- | -------------------- | -------------------- | -------------------- | -------------------- | -------------------- | -------------------- |
| 1963년               | 불참                 | 불참                 | 불참                 | 불참                 | 불참                 | 불참                 | 불참                 | 불참                 | 불참                 |
| 1964년               | 우승                 | 1위                  | 4                    | 3                    | 1                    | 0                    | 6                    | 2                    | 10                   |
| 1966년               | 우승                 | 1위                  | 6                    | 5                    | 1                    | 0                    | 20                   | 5                    | 16                   |
| 1985년               | 우승                 | 1위                  | 4                    | 3                    | 1                    | 0                    | 7                    | 3                    | 10                   |
| 1988년               | 우승                 | 1위                  | 6                    | 2                    | 4                    | 0                    | 7                    | 2                    | 10                   |
| 1992년               | 출전 금지            | 출전 금지            | 출전 금지            | 출전 금지            | 출전 금지            | 출전 금지            | 출전 금지            | 출전 금지            | 출전 금지            |
| 1998년               | 출전 금지            | 출전 금지            | 출전 금지            | 출전 금지            | 출전 금지            | 출전 금지            | 출전 금지            | 출전 금지            | 출전 금지            |
| 2002년               | 출전 금지            | 출전 금지            | 출전 금지            | 출전 금지            | 출전 금지            | 출전 금지            | 출전 금지            | 출전 금지            | 출전 금지            |
| 2012년               | 준결승               | 3위                  | 5                    | 3                    | 1                    | 1                    | 6                    | 4                    | 10                   |
| 합계                 | 5회 출전(5/9)        | 우승(4회)            | 25                   | 16                   | 8                    | 1                    | 46                   | 16                   | 56                   |

### 판 아랍 게임
| 판 아랍 게임 기록 | 판 아랍 게임 기록 | 판 아랍 게임 기록 | 판 아랍 게임 기록 | 판 아랍 게임 기록 | 판 아랍 게임 기록 | 판 아랍 게임 기록 | 판 아랍 게임 기록 | 판 아랍 게임 기록 | 판 아랍 게임 기록 |
| 년도              | 결과              | 순위              | 경기              | 승                | 무*               | 패                | 득점              | 실점              | 승점              |
| ----------------- | ----------------- | ----------------- | ----------------- | ----------------- | ----------------- | ----------------- | ----------------- | ----------------- | ----------------- |
| 1953년            | 불참              | 불참              | 불참              | 불참              | 불참              | 불참              | 불참              | 불참              | 불참              |
| 1957년            | 조별리그          | 6위               | 3                 | 1                 | 1                 | 1                 | 8                 | 8                 | 4                 |
| 1961년            | 불참              | 불참              | 불참              | 불참              | 불참              | 불참              | 불참              | 불참              | 불참              |
| 1965년            | 결선리그          | 6위               | 4                 | 1                 | 2                 | 1                 | 7                 | 2                 | 5                 |
| 1976년            | 불참              | 불참              | 불참              | 불참              | 불참              | 불참              | 불참              | 불참              | 불참              |
| 1985년            | 금메달            | 우승              | 4                 | 4                 | 0                 | 0                 | 7                 | 1                 | 12                |
| 1992년            | 출전 금지         | 출전 금지         | 출전 금지         | 출전 금지         | 출전 금지         | 출전 금지         | 출전 금지         | 출전 금지         | 출전 금지         |
| 1997년            | 출전 금지         | 출전 금지         | 출전 금지         | 출전 금지         | 출전 금지         | 출전 금지         | 출전 금지         | 출전 금지         | 출전 금지         |
| 1999년            | 은메달            | 준우승            | 7                 | 4                 | 1                 | 2                 | 17                | 9                 | 13                |
| 2004년            | 축구 종목 제외    | 축구 종목 제외    | 축구 종목 제외    | 축구 종목 제외    | 축구 종목 제외    | 축구 종목 제외    | 축구 종목 제외    | 축구 종목 제외    | 축구 종목 제외    |
| 2007년            | 불참              | 불참              | 불참              | 불참              | 불참              | 불참              | 불참              | 불참              | 불참              |
| 2011년            | 조별리그          | 10위              | 2                 | 0                 | 1                 | 1                 | 0                 | 3                 | 1                 |
| 합계              | 5회 출전(5/11)    | 금메달(1회)       | 20                | 10                | 5                 | 5                 | 39                | 23                | 35                |

## 주요 선수
- 알라 압둘자흐라
- 암자드 아트완
- 알리 아드난 카딤
- 아흐마드 이브라힘 칼라프
- 후맘 타리크
- 두르감 이스마일
- 아흐메드 야신 가니
- 모한나드 압둘-라힘
- 마흐디 카멜
- 잘랄 하산

## 역대 감독
| 감독                  | 임기      |
| --------------------- | --------- |
| 미하일로 포멘코       | 1990~1991 |
| 보라 밀루티노비치     | 2009      |
| 라디 셰나이실         | 2009      |
| 지쿠                  | 2011~2012 |
| 블라디미르 페트로비치 | 2013      |
| 라디 셰나이실(임대)   | 2014~2015 |
| 라디 셰나이실         | 2016~2017 |
| 스레치코 카타네츠     | 2018~2021 |
| 딕 아드보카트         | 2021      |
| 젤코 페트로비치(대행) | 2021~2022 |
| 헤수스 카사스         | 2022~2025 |
| 그레이엄 아널드       | 2025~     |

## 같이 보기
- 이라크 U-23 축구 국가대표팀